# 이씨에스텔레콤
이씨에스텔레콤(ECS Telecom Co. Ltd.)는 대한민국의 기업음성통신 통합 솔루션 및 서비스 기업이다. 본사는 서울시 서초구 반포대로28길 8 (서초동, 일홍빌딩 3,4,5층)에 위치해 있으며 대표이사는 현해남이다.

## 상장
2007년 12월 18일에 주관사를 로 공모가 2,500원에 코스닥 시장에 상장하였다.

## 역사
대우통신 PBX사업 부문 직원들이 1999년 설립하였다.

## 참고문헌
1. ↑  임은경, 한국IR협의회 기술분석보고서-이씨에스, 2022.01.13[깨진 링크(과거 내용 찾기)]
2. ↑  이씨에스텔레콤, AI컨택센터 음성봇의 VUI기반 품질 평가 지표 개발 발표, 서울경제, 2023-06-13
3. ↑  ECS텔레콤, AI컨택센터 음성봇의 품질 평가 지표 개발, 서울신문, 2023-06-12
4. ↑  ECS 텔레콤, 줌 파트너 어워드에서 ‘2022 APAC 라이징 스타 파트너상’ 수상, ET뉴스, 2022-11-21
5. ↑  대우증권 기업메모-이씨에스, 2008.04.16